# Dipartimento di Oumé
Il dipartimento di Oumé è un dipartimento della Costa d'Avorio. È situato nella regione di Gôh, distretto di Gôh-Djiboua.
Nel censimento del 2014 è stata rilevata una popolazione di 274.020 abitanti. 
Il dipartimento è suddiviso nelle sottoprefetture di 
Diégonéfla, Guépahouo, Oumé e Tonla.